# Cyclosa triquetra
Cyclosa triquetra är en spindelart som beskrevs av Simon 1895. Cyclosa triquetra ingår i släktet Cyclosa och familjen hjulspindlar. Inga underarter finns listade i Catalogue of Life.